# 다비드 포포비치
다비드 포포비치(루마니아어: David Popovici, 루마니아어 발음: [ˈdavid ˈpopovit͡ʃʲ], 2004년 9월 15일~)는 루마니아의 수영 선수로 주 종목은 자유형이다. 그는 올림픽에 2번 참가했으며 두 번째 올림픽인 2024년 하계 올림픽에서 200m 자유형 금메달을 획득했다. 또한 2022년부터 2024년까지 100m 자유형 세계 기록을 보유했으며, 현재 200m 자유형 주니어 세계 기록 보유자이다. 
16세에 출전한 2020년 하계 올림픽에 참가하여 해당 올림픽 대회 최연소 수영 선수가 되었다. 이후 2022년 세계 선수권 대회에서 주 종목인 남자 100m 자유형과 남자 200m 자유형에서 금메달을 획득하여 2관왕에 올랐다. 세계 수영 선수권 대회에서 100m와 200m 자유형 2관왕을 달성한 것은 1973년 제1회 대회의 짐 몽고메리 이후 49년 만에 달성한 기록이다. 이후 2022년 유럽 선수권 대회 100m 자유형 준결승에서 46.89초를 달성하면서 해당 종목에서 46초대 기록을 세운 4번째 선수가 되었다. 해당 종목 결승에서는 46.86초의 기록으로 13년 만에 자유형 100m 세계 기록을 갱신했다. 